# Demonia
Demonia è un film del 1990, diretto da Lucio Fulci.

## Trama
Liza è una giovane archeologa canadese che si reca a Santa Rosalia (Sicilia) per compiere degli scavi.
Durante la permanenza, la protagonista rimane affascinata da un monastero medievale, un tempo abitato da delle suore sataniste.
La ragazza riesce, successivamente, ad entrare nella cripta dove sono ancora conservati gli scheletri delle donne. Risvegliate dalla presenza di Liza, le monache iniziano a compiere una serie di omicidi nel paese.

## Produzione

### Sceneggiatura
È il primo soggetto scritto da Antonio Tentori. La sceneggiatura di Romagnoli riprende alcune opere di Howard Phillips Lovecraft.

### Riprese
Il produttore, Emilio Spagnuolo, sparì durante le riprese, non pagando nessuno. Fu grazie alla Lanterna Editrice che la pellicola si completò, con un budget assai ridotto.
La fotografia presenta alcuni problemi di messa a fuoco. Fu durante il montaggio che il regista scoprì gli errori di Ciccarese. Per questo motivo, inizialmente Fulci non voleva che la pellicola uscisse con il suo nome.
Alcune scene sono state girate a Siracusa.

## Distribuzione
È stato distribuito come direct to video, in formato VHS e, successivamente, DVD.

## Accoglienza

### Critica
Definito da Fulci come "film truffa", il regista lo considera una buona storia ma realizzata in pessimo modo e con troppi problemi di produzione.